# Шрадер, Иоганн Готлиб Фридрих
Иоганн Готлиб Фридрих Шрадер (нем. Johann Gottlieb Friedrich Schrader; 17 сентября 1763, Зальцдалум — 1 августа 1833) — немецкий учёный, астроном и оптик, конструктор телескопов, в 1798—1817 годах работавший в России, академик Петербургской АН (1798).

## Биография

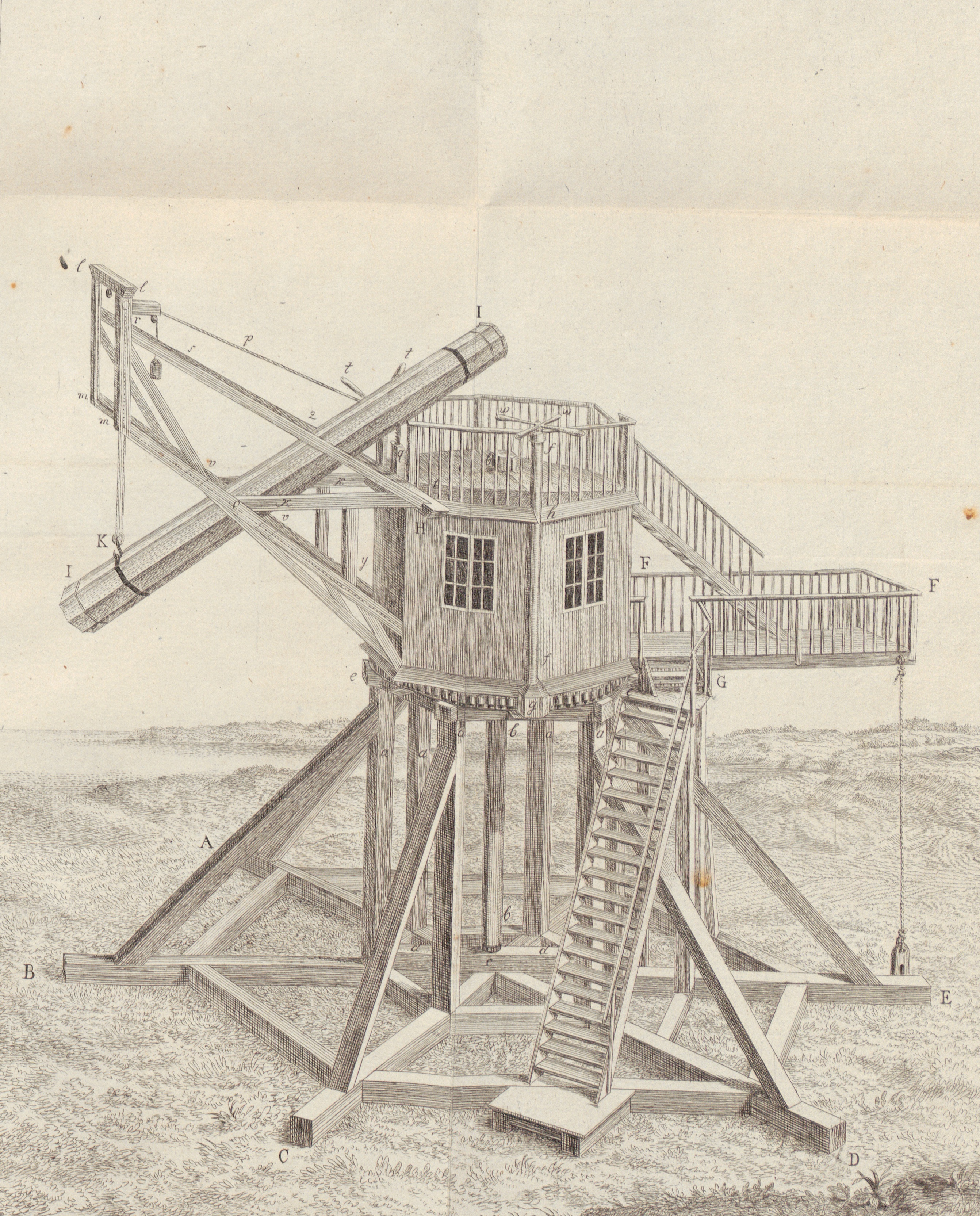
Большой телескоп в обсерватории Шрадера, город Киль.

Родился в 1763 году в окрестностях Вольфенбюттеля. Изучал химию и физику в Кильском и Гёттингенском университетах. В 1790 году занял неоплачиваемую должность преподавателя-стажёра в университете Киля. На свои средства поставил ряд физических экспериментов, которые привлекли к нему внимание немецкой научной общественности.
Заинтересовавшись астрономией, Шрадер начал конструировать телескопы-рефлекторы по образцу телескопов, созданных английским астрономом Уильямом Гершелем. В апреле 1792 года Шрадер посетил астронома Иоганна Иеронима Шрётера, основавшего Лилиентальскую обсерваторию в Лилиентале близ Бремена. К январю 1793 года они начали вместе проводить эксперименты по оптимизации зеркал телескопа, которые в то время делались не из стекла, а из металла. Для этой цели они разработали беловатый хрупкий сплав меди и олова, к которому добавили мышьяк. Чтобы увеличить отражательную способность, они использовали напыление из мышьяка. В итоге были созданы телескопы с очень хорошими характеристиками для своего времени.
Шрётер, который ранее покупал свои телескопы у Гершеля, теперь мог изготовлять собственные. В  1794 году был завершен знаменитый в своё время «Гигантский телескоп Лилиенталя» с апертурой 50 см.
Шрадер вернулся в Киль, где построил обсерваторию с телескопом с фокусным расстоянием 26 футов и зеркалом диаметром 14 дюймов. В апреле 1793 года он изготовил полный телескоп с фокусным расстоянием 2,1 м для Вильгельма Кнебеля, посла курфюршества Ганновер в герцогстве Вюртемберг. В дальнейшем этот телескоп принадлежал Гёте. Позже поэт хотел продать телескоп, но назначил на него высокую цену и не нашёл покупателя. В итоге Гёте завещал свой телескоп, изготовленный Шрадером, обсерватории Йенского университета, где он хранится до сих пор.
Из Киля, где в результате французских Революционных войн стал неспокойно, Шрадер был приглашён на работу в Санкт-Петербург. Он прибыл в Россию в 1798 году и практически сразу же был избран академиком (действительным членом) Императорской (Петербургской) академии наук. Шрадер работал в Санкт-Петербурге по меньшей мере, до 1817 года. Существует версия, что он перевёз в Россию большой кильский телескоп. Тем не менее, в России Шрадер опубликовал лишь несколько небольших научных работ (последнюю — в 1819 году). Поздние годы его жизни изучены плохо.
Скончался Шрадер в 1833 году.